# Балме ле Грот
Балме ле Грот (фр. Balme-les-Grottes) насеље је и општина у источној Француској у региону Рона-Алпи, у департману Изер која припада префектури Ла Тур ди Пен.
По подацима из 2011. године у општини је живело 921 становника, а густина насељености је износила 63,04 становника/km². Општина се простире на површини од 14,61 km². Налази се на средњој надморској висини од 210 метара (максималној 383 m, а минималној 192 m).

## Демографија
| 1962. | 1968. | 1975. | 1982. | 1990. | 1999. | 2011. |
| ----- | ----- | ----- | ----- | ----- | ----- | ----- |
| 360   | 393   | 438   | 531   | 588   | 675   | 921   |

График промене броја становника у току последњих година